# مارک لوکلر
مارک لوکلر (به فرانسوی: Marc Leclerc) نویسنده، روزنامه‌نگار و بازیگر قرن نوزدهم میلادی اهل فرانسه است.